# Fred Rose
Knowles Fred Rose (24 de agosto de 1898  – 1 de diciembre de 1954) fue un músico, compositor y ejecutivo discográfico estadounidense.

## Biografía
Nacido en Evansville, Indiana, Rose comenzó a cantar y a tocar el piano desde niño. Durante su adolescencia, se trasladó a Chicago, donde trabajó en espectáculos callejeros, y finalmente en el vodevil. Finalmente, se dedicó a la composición, alcanzando su primer éxito con un tema escrito para la artista Sophie Tucker.
Durante un tiempo, vivió en Nashville, Tennessee, pero el programa de radio en el que trabajaba no duró mucho y no tardó en marcharse al Tin Pan Alley de Nueva York, con la esperanza de ganarse la vida como compositor. Fue allí donde comenzó a escribir canciones para Ray Whitley, un actor y cantante de western, autor del éxito "Back in the Saddle Again". Fue esta colaboración la que abrió las puertas a Rose del género Country. Durante una temporada, compartió apartamento en Hollywood con Whitley, escribiendo juntos muchas canciones para sus películas.
En 1942, regresó a Nashville, donde se asoció con la estrella del programa radiofónico Grand Ole Opry, Roy Acuff, para crear la primera compañía discográfica de la ciudad. Acuff-Rose Music siguió siendo la base del negocio de la música country incluso después de la muerte de Rose, su hijo Wesley Rose, ostentó la presidencia de la compañía, junto a Roy Acuff hasta 1985, cuando el catálogo del sello fue vendido a Gaylord Entertainment Company.
Rose ejerció como productor discográfico de Hank Williams a lo largo de toda su carrera artística, 1947-1953.
Mientras dirigía el negocio, Rose continuó escribiendo numerosas canciones country y se convirtió en una de las más importantes figuras de la industria musical norteamericana. Usó el pseudónimo Floyd Jenkins para algunas de sus composiciones.
Rose falleció en Nashville como consecuencia de un infarto en 1954.
Junto con Hank Williams y Jimmie Rodgers, Rose fue uno de los tres primeros nombres que ingresaron en el Salón de la Fama de la Música Country Music cuando este fue creado en 1961. Fue incluido en el Salón de la Fama de Compositores de Nashville en 1970 y en el Salón de la Fama de los Compositores en 1985.

## Selección de canciones compuestas por Fred Rose
- "A Pair of Broken Hearts" (Rose/Carson) – Hank Snow
- "At Mail Call Today" (Rose/Autry) – Gene Autry
- "Be Honest With Me" (Rose/Autry) – Gene Autry
- "Blue Eyes Crying in the Rain" (Rose) – Roy Acuff, Willie Nelson, Olivia Newton-John, Hank Williams (on Mothers Best Show), Alain Bashung
- "Blue Love (In My Heart)" (Floyd Jenkins) – Hank Williams
- "Charlestonette" (Rose/Whiteman) – Paul Whiteman and His Orchestra
- "Crazy Heart" (Rose/Maurice Murray) – Hank Williams
- "'Deed I Do" (Rose/Walter Hirsch) – Sophie Tucker
- "Deep Henderson" (Rose) – Joe "King" Oliver, The Ipana Troubadors, Coon-Sanders Original Nighthawk Orchestra
- "Deep Water (Rose) – Bob Wills, Carl Smith, George Strait, Don Everly
- "Dreaming the Waltz Away" (Rose/Whiteman) – Jesse Crawford
- "Faded Love and Winter Roses" (Rose) – Carl Smith,  Hank Williams, David Houston
- "Fireball Mail" (Floyd Jenkins) – Roy Acuff, Wanda Jackson
- "Flamin' Mamie" (Rose/Whiteman) – Coon-Sanders Orchestra, Aileen Stanley
- "Foggy River" (Rose) – Moon Mullican, Red Foley, Carl Smith
- "Hang Your Head in Shame" (Rose/Ed G. Nelson/Steve Nelson) – Bob Wills, Red Foley
- "Home In San Antone" (Rose) – Bob Wills, Ray Price, Moe Bandy
- "I Can't Go On This Way" (Rose) – Bob Wills
- "I'll Never Get Out of This World Alive" (Rose/Williams) – Hank Williams
- "I Hang My Head And Cry" (Rose) Gene Autry, Marty Robbins, Hank Williams (on the Mother's Best Show)
- "It's a Sin" (Rose/Grishaw) – Eddy Arnold
- "Kaw-Liga"  (Rose/Williams) – Hank Williams, Hank Williams, Jr., Carl Perkins, Charley Pride, Del Shannon, Jayke Orvis & the Broken Band,
- "No One Will Ever Know" (Rose/Mel Foree) – Marty Robbins, Gene Watson, Hank Williams
- "Pins and Needles (In My Heart)" (Floyd Jenkins) – Bob Atcher and Bonnie Blue Eyes, Darrell McCall, Hank Williams (on Mothers Best Show)
- "Red Hot Henry Brown" (Rose) – The Charleston Chasers, Margaret Young
- "Red Hot Mama" (Rose/Wells Gilbert/Bud Cooper) – Sophie Tucker, Cliff Edwards
- "Roly Poly" (Rose) – Bob Wills, Carl Smith, Hank Williams, Jim Reeves
- "Settin' the Woods on Fire" (Rose/Ed G. Nelson) – Hank Williams, Johnny Burnette
- "Take These Chains From My Heart" (Rose/Heath) – Hank Williams
- "Texarkana Baby" (Rose/Clark) – Eddy Arnold, Bob Wills
- "Waltz of the Wind" (Rose) – Roy Acuff, Carl Smith, Hank Locklin, Marty Robbins, Hank Williams